# Armenisch-aserbaidschanischer Grenzkonflikt 2022

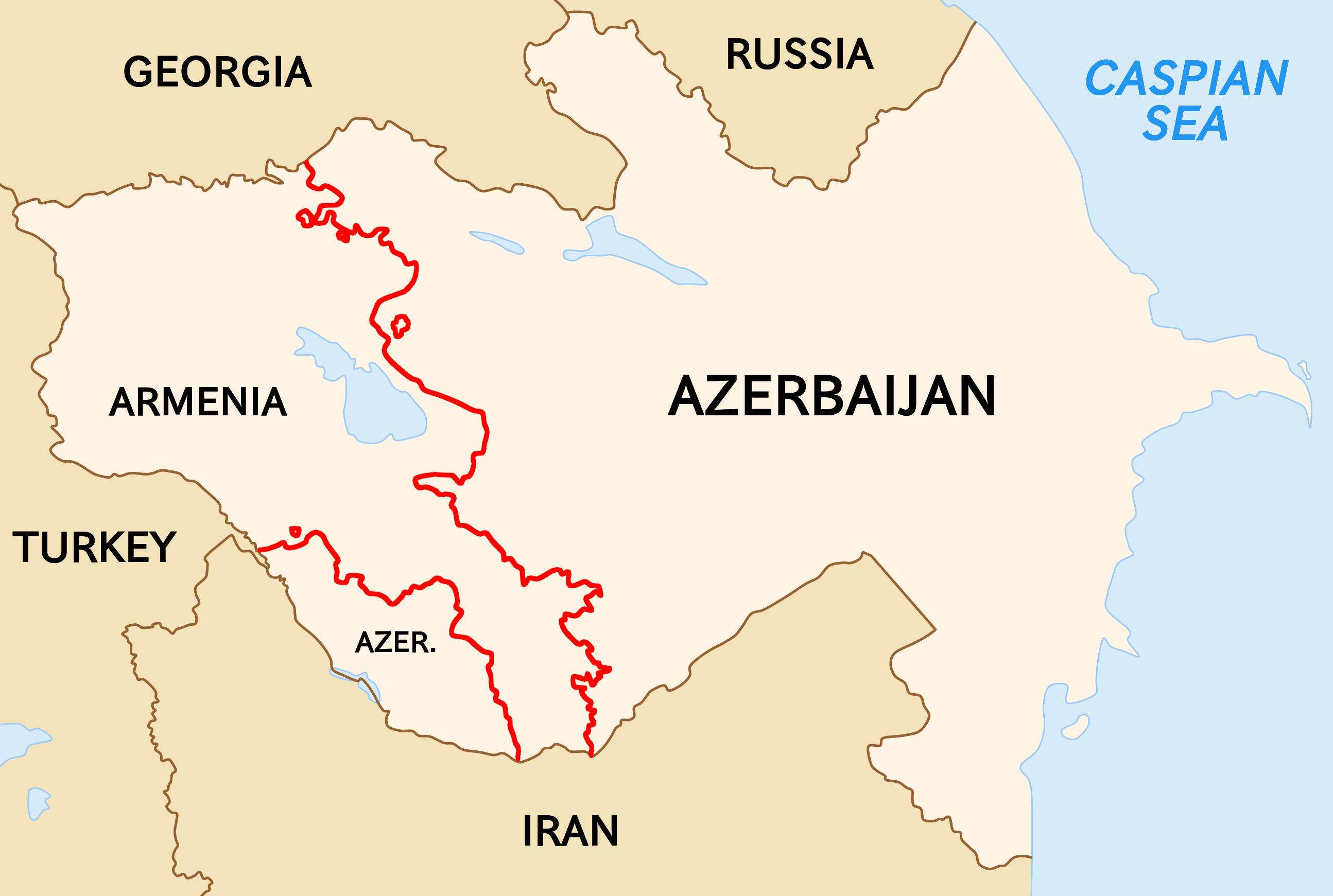
Grenze zwischen Armenien und Aserbaidschan

Von Aserbaidschan besetzte Gebiete Armeniens (2023)

Diese Chronik enthält die Ereignisse im armenisch-aserbaidschanischen Grenzkonflikt innerhalb des Jahres 2022. Der Konflikt findet seit Mai 2021 zwischen Armenien und Aserbaidschan entlang deren gemeinsamer Staatsgrenze, insbesondere die Region Bergkarabach, statt. Der Konflikt um diese Region reicht weit in die Vergangenheit zurück. 2022 fanden Mitte September die bisher schwersten Auseinandersetzungen des Konflikts statt, bei denen über 200 Menschen starben.

## Vorgeschichte
Der Konflikt um Bergkarabach, im Zuge dessen Armenien beziehungsweise die international nicht anerkannte Republik Arzach seit den 1990er Jahren die von ihnen beanspruchten und weitere Gebiete von Aserbaidschan in Bergkarabach hielt, eskalierte im September 2020 zu einem erneuten Krieg. Im Laufe des Krieges konnte Aserbaidschan ein Drittel des Territoriums der Republik Arzach erobern. Ein weiteres Drittel, Gebiete die zu Zeiten der Sowjetunion schon direkt von Aserbaidschan verwaltet wurden und keine Autonomie hatten, wurden im Zuge des Waffenstillstands der Kontrolle von Aserbaidschan übergeben. Der übrige Teil Arzachs wurde unter den Schutz einer russischen Friedenstruppe gestellt, die ebenfalls den Latschin-Korridor kontrolliert, der die letzte Verbindung zwischen Arzach und Armenien darstellt. Die Einrichtung der Friedenstruppe wurde bis Anfang Mai 2021 abgeschlossen.
Die Übergabe von Gebieten an Aserbaidschan führte in Arzach zu Problemen in der Kommunikation einschließlich Mobilfunk sowie in der Stromversorgung. Bereits im Dezember 2020 kam es zu Verletzungen des Waffenstillstands durch Aserbaidschan. Es folgten weitere Angriffe und Grenzüberschreitungen und -streitigkeiten entlang der gemeinsamen Staatsgrenze in den nachfolgenden Monaten. Im Laufe des Jahres 2021 fanden dann mehrfach intensivere Kämpfe statt. Zunächst ab dem 12. Mai vor allem um den See Sew und an der Grenze zwischen Armenien und Aserbaidschan südlich davon. Dabei soll Aserbaidschan armenisches Gebiet besetzt haben. In den Monaten danach warfen sich beide Seiten wiederholt gegenseitigen Beschuss vor. Im September 2021 löste die Festnahme iranischer Lkw-Fahrer durch Aserbaidschan auf der Straße entlang der armenisch-aserbaidschanischen Grenze eine diplomatische Krise zwischen Aserbaidschan und dem Iran aus. Gegen Ende des Jahres 2021 fanden vermehrt Vermittlungen zwischen beiden Seiten statt, bei denen es vor allem um eine endgültige Grenzfestlegung und die Übergabe von Minenkarten sowie Kriegsgefangenen ging.

## Ereignisse

### Anfang 2022
Mitte Januar kam es zu erneuten Auseinandersetzungen. Am 10. Januar wurden von aserbaidschanischen Kräften Feuerwehrleute in Karmir Schuka beschossen sowie Feldarbeiter in Nachitschewanik. Am 11. und 12. Januar kam es zu gegenseitigem Beschuss an den Grenzen der aserbaidschanischen Bezirke Kəlbəcər und Tovuz, für die sich die beiden Seiten gegenseitig die Schuld zuwiesen. Dabei wurden mehrere Soldaten verwundet, ein aserbaidschanischer sowie drei armenische Soldaten getötet. Am 13. Januar wurde ein armenischer Hirte, der sich in den Bezirk Laçın verirrt hatte, von aserbaidschanischen Einheiten festgenommen und am Tag darauf den russischen Friedenstruppen übergeben. Erneut kam es am 27. Januar zu Beschuss an der Grenze zwischen Tawusch und Tovuz, bei den Orten Tschinarli und Kochanebi, für die sich beide Länder gegenseitig die Schuld gaben.
Anfang Januar 2022 kündigte der Iran die Eröffnung eines Konsulats im armenischen Kapan nahe der aserbaidschanischen Grenze an, um die gegenseitigen Beziehungen zu vertiefen. Am 14. Januar begann mit einem ersten Treffen der türkischen und armenischen Gesandten eine Normalisierung der armenisch-türkischen Beziehungen. Auch die Normalisierung der Beziehungen zwischen Iran und Aserbaidschan setzte sich im Februar 2022 fort und es wurde eine engere Zusammenarbeit in mehreren Bereichen vereinbart. Am 7. Februar wurden von Aserbaidschan 8 armenische Gefangene freigelassen.
Auch im Februar 2022 gab es Beschuss von Dörfern in Arzach. So wurde Karmir Schuka regelmäßig beschossen, am 11. Februar auch Taghaward, am 16. Februar Chramort, was die Landwirtschaft unmöglich machte, sodass die Ombudsperson für Armenien und Bergkarabach am 18. Februar den Abzug der aserbaidschanischen Truppen aus der Nähe der Ortschaften forderte. Von Arzach aus wurden wiederum am 6. Februar aserbaidschanische Stellungen bei Gapanly im Bezirk Tərtər beschossen. Nachdem am 10. und 11. und dann am 15. Februar erst aserbaidschanische Stellungen in Kəlbəcər (Barmagbina) und Tovuz (Aghbulaq) beschossen wurden, wurde bei Erwiderung des Beschusses ein Soldat aus Arzach verwundet. Für den 19. Februar meldete Aserbaidschan den Beschuss seiner Stellungen bei Schosch und Taghaward, für den 23. Februar Beschuss auf Stellungen bei Yuxari Veisally. Der Beschuss von Tovuz und Yuxari Veisally wurde von Armenien zurückgewiesen.

### März 2022
Am Abend des 2. März kam es zu gegenseitigem Beschuss bei Chinarly, Kyoxanabi und Esrik Djirdaxan in Tovuz sowie am 5. und 6. März dann in den Bezirken Goranboy, Xocalı, Tərtər und Ağdam aus Arzach sowie bei Demirchidam in Kəlbəcər an der armenischen Grenze. Dabei wurde an der Grenze ein armenischer Soldat getötet und zwei verwundet. Die Dörfer Chramort und Norschen in Arzach wurden ab diesen Tagen regelmäßig beschossen und dabei am 9. März auch ein Zivilist verletzt. Der Beschuss soll am 10. März erwidert worden sein. Am 8. März wurde Chnuschinak in Arzach beschossen. Am gleichen Tag wurde die Arzach mit Gas versorgende Pipeline durch eine Explosion beschädigt worden und die Reparatur wurde durch Aserbaidschan behindert. Die Störung der Gasversorgung führte zu Produktionsausfällen, Versorgungsengpässen und verhinderte im Winter mit Minusgraden das Heizen. Erst am 18. März waren die Reparaturen abgeschlossen. Am 11. März berichtete die armenische Seite zudem von aserbaidschanischem Beschuss einer Schule im Dorf Chnapat und Aserbaidschan vom Beschuss seiner Stellungen in den Bezirken Fizuli, Ağdam, Xocavənd und Xocalı an diesem und dem vorhergehenden Tag, der erwidert worden sei.
Parallel dazu gab es weitere diplomatische Bemühungen um eine Entspannung zwischen Armenien und der Türkei in einem Treffen der Außenminister am 12. März sowie eine auf Vorschläge Bakus zurückgehende Bitte Armeniens an die Minsker Gruppe der OSZE, Friedensverhandlungen zu organisieren. Mit dem Iran vereinbarte Aserbaidschan neue Kommunikationsverbindungen nach Nachitschewan einzurichten, um so Armenien umgehen zu können.
Am 24. März überschritten aserbaidschanische Einheiten die Linie des Waffenstillstands in das Gebiet der Friedenstruppen und besetzten den Ort Paruch. Die Bewohner von Paruch und Chramort wurden von Arzach evakuiert. Drei Soldaten Arzachs sollen dabei getötet und 13 verletzt worden sein. Der beim Ort liegende Berg Paruch hat strategische Bedeutung. Während Russland den Rückzug der aserbaidschanischen Einheiten nach Verhandlungen verkündete, wurde das von Aserbaidschan zurückgewiesen und bestritten, dass überhaupt ein Vorrücken stattgefunden habe. Frankreich und die USA verurteilten die Eskalation durch Aserbaidschan und riefen beide Seiten zur Zurückhaltung auf. Wegen des russischen Überfalls auf die Ukraine befürchtete die armenische Seite, dass Russland keinen Schutz mehr gewähren kann und Aserbaidschan die Situation für eine erneute Offensive ausnutzt. Am 26. März warfen sich beide Seiten erneut Beschuss in Bergkarabach vor. Während dieser Tage bemühten sich Armenien und Arzach um eine Verstärkung der russischen Friedenstruppen in Bergkarabach und um mehr Druck von diesen auf Aserbaidschan, die kürzlich besetzten Stellungen wieder zu räumen.

### April 2022
Auch Anfang April 2022 kam es wieder zu Störungen der Gasversorgung in Bergkarabach, die nach wenigen Tagen behoben wurden. Von erneutem Beschuss von aserbaidschanischen Einheiten in Tovuz am 3. April berichtete Aserbaidschan, was Armenien zurückwies. Am 13. April berichteten die Friedenstruppen von einem aserbaidschanischen Angriff auf armenische Einheiten beim noch immer von Aserbaidschan gehaltenen Dorf Paruch, bei dem ein Soldat aus Arzach verletzt wurde. Für den 15. und den 17. April meldeten die Friedenstruppen erneut aserbaidschanische Angriffe, nun beim Ort Jarimdscha.
Am 6. April trafen sich, unter der Moderation von EU-Ratspräsident Michel, İlham Əliyev und Nikol Paschinjan, bei dem beide Seiten weitere Schritte zu einem Friedensvertrag vereinbarten sowie bis Ende des Monats eine gemeinsame Kommission zur Festlegung der Grenze aufzustellen. Armenien habe die fünf von Aserbaidschan formulierten Grundsätze für die Normalisierung der gegenseitigen Beziehungen akzeptiert, so Əliyev, während Paschinjan die Notwendigkeite von Garantien für die Bevölkerung in Bergkarabach hervorhob. Das Parlament von Arzach lehnte in einem Beschluss am 14. April derartige Verhandlungen ab, die die Unabhängigkeit Arzachs gefährden könnten. Der Beschluss wurde auch von armenischen Politikern unterstützt und in der zweiten Monatshälfte kam es in Armenien zu Protesten gegen die Verhandlungen mit Aserbaidschan, bei denen Paschinjan zum Rücktritt aufgefordert wurde.
Am 25. April warf Aserbaidschan Armenien vor, Soldaten wären in den Bezirk Zangilan eingedrungen, was die armenische Seite zurückwies.

### Mai 2022
Im Laufe des Mai kam es wieder zu mehreren Zusammenstößen an der Grenze: Am 2. Mai meldete Aserbaidschan Schusswechsel an der Grenze von Kəlbəcər, ebenso am 10. Mai einen Angriff auf eine Stellung bei Yukhari Ayrim, und auch am 11. und am 14. Mai, was Armenien zurückwies. Erneut berichtete Aserbaidschan für den 17., 18. und 19. Mai von armenischen Angriffen auf aserbaidschanische Stellungen bei Zeilik und Yellidja in Kəlbəcər. Berichte über armenischen Beschuss am 21. Mai wurden von Armenien zurückgewiesen. Am 28. Mai wiederum soll Aserbaidschan den Waffenstillstand mit Angriffen bei Sotk verletzt haben, was wiederum aus Baku zurückgewiesen wurde. Armenien meldete jedoch den Tod eines dabei verwundeten Soldaten am 30. Mai. Am gleichen Tag soll Armenien wieder aserbaidschanische Stellungen bei Zivel in Kəlbəcər beschossen haben.
Am 23. Mai trafen sich Paschinjan und Əliyev zum dritten Mal unter der Vermittlung von Michel und kamen zu weiteren Vereinbarungen über den gegenseitigen Grenzverkehr, Freilassung von Kriegsgefangenen und die Vorbereitung eines Friedensvertrages. Dabei kamen auch die Rechte und die Sicherheit der Armenier in Bergkarabach zur Sprache. Die EU bot Unterstützung für die weitere Entwicklung der Region an. Die Regierungschefs kündigten das erste Treffen der Kommission zur Festlegung der armenisch-aserbaidschanischen Grenze an. Am Tag darauf wurde von armenischer Seite die Kommission eingesetzt und das erste Treffen fand an der Grenze statt. Am 26. Mai wurde ein von Aserbaidschan im April gefangen genommener Soldat an Armenien übergeben. Noch 39 Armenier sollen sich in aserbaidschanischer Gefangenschaft befinden. Regierungsvertreter Armeniens machten nach den Verhandlungen in Brüssel deutlich, dass Armenien seine Strategie verändert habe und den Bergkarabachkonflikt nicht als Konflikt um Territorien, sondern um die Rechte der ethnischen Armenier sehe. Der armenische Außenminister machte auch deutlich, dass man die von Aserbaidschan vorgelegten sechs Punkte als Grundlage der Verhandlungen nicht ablehne, aber zusätzlich die Frage der Rechte der in Bergkarabach lebenden Armenier Teil der Verhandlungen sein müsse. Parallel zu den Verhandlungen fanden während des Mai weiterhin regelmäßig Demonstrationen der armenischen Opposition statt, vor allem in Jerewan, die sich gegen die Regierung von Nikol Paschinjan richteten sowie gegen eine Änderung der armenischen Position zu Bergkarabach und gegen Zugeständnisse an Aserbaidschan. Dabei kam es auch zu Straßen- und Gebäudeblockaden und gegen Ende des Monats zu Gewaltausbrüchen. Mehrfach wurden bis zu 100 Demonstranten festgenommen. Zur Unterstützung der Forderungen der Demonstrationen in Armenien gingen auch in Stepanakert und Martuni über 10.000 Menschen auf die Straße.

### Juni 2022
Bei weiter anhaltenden Protesten in Jerewan im Juni wurde der Regierung Paschinjan die Manipulation von Informationen über den verlorenen Krieg vorgeworfen sowie das gewaltsame Vorgehen der Polizei gegen die Proteste kritisiert. Mehrfach kam es zu Zusammenstößen zwischen Polizei und Demonstranten mit mehreren Verletzten. Auch in anderen Regionen des Landes kam es zu Demonstrationen der Opposition. Am 15. Juni wurden die Protestzelte in Jerewan abgebaut und die dauerhaften Demonstrationen beendet, ohne dass die Forderungen erfüllt wurden.
Am 1. und 3. Juni kam es erneut zu Schusswechseln an der Grenze zu den aserbaidschanischen Bezirken Tovuz und Kəlbəcər. Für den 18. und 19. Juni warf Aserbaidschan Armenien Schüsse gegen Stellungen in Kəlbəcər und Laçın durch Scharfschützen vor, was Armenien zurückwies.
Der aserbaidschanische Präsident Alijew erklärte am 16. Juni, wie bereits im Mai bei der Eröffnungszeremonie eines Dorfes, das in den vergangenen Jahrzehnten zu Verhandlungen genutzte Format der Minsk-Gruppe habe nicht zur Konfliktlösung beigetragen und mittlerweile keinen Nutzen mehr. Zudem fielen die Verhandlungsführer des Formats wegen des Russischen Überfalls auf die Ukraine und dessen diplomatische Folgen aus, es solle daher beendet werden. Auch der russische Außenminister Lawrow behauptete bereits im April, das Format sei wegen eines Ausschluss Russlands durch die westlichen Vertreter nicht mehr funktionsfähig. Dem widersprachen die Vertreter Frankreichs und der Vereinigten Staaten. Auch die armenische Regierung zeigte sich irritiert, da sie weiterhin auf Verhandlungen in diesem Format setze.

### Juli 2022
Auch im Juli 2022 kam es in Armenien zu weiteren Protesten der Opposition gegen die Verhandlungen mit Aserbaidschan, mit Forderungen nach Paschinjans Rücktritt und mit Vorwürfen des Verfassungsbruchs und der Verfolgung aserbaidschanischer und türkischer Interessen. Am 4. Juli meldete Aserbaidschan den Beschuss seiner Stellungen in Kəlbəcər mit großkalibrigen Waffen durch Armenien. Die aserbaidschanische Armee soll am 5. und 7. Juli die armenischen Dörfer Chatschik und Yelpin beschossen haben, so das armenische Verteidigungsministerium. Am 9., 11. und 13. Juli kam es zu Schusswechseln an der Staatsgrenze beim aserbaidschanischen Bezirk Kəlbəcər.
In einer Beratung zum Stand der Regierungsgeschäfte drückte Alijew am 15. Juli seine Unzufriedenheit darüber aus, dass Armenien seine Truppen noch immer nicht aus Bergkarabach abgezogen hat, dass die Verbindung zwischen Aserbaidschan und seiner Exklave Nachitschewan nicht vorangekommen ist und dass die armenische Regierung erneut über den Status von Bergkarabach verhandeln wolle. Seiner Ansicht nach sei der Status seit der „Kapitulation“ Armeniens 2020 kein Thema mehr und er drohte mit Konsequenzen für die Nichterfüllung der Forderungen. Auch gegenüber den russischen Friedenstruppen warf Alijew vor, die Vereinbarungen zum armenischen Abzug nicht umzusetzen, obwohl ihm dies bis Juni 2022 versprochen worden wäre. Am 16. Juli trafen sich erstmals der armenische und der aserbaidschanische Außenminister in Tiflis und tauschten die zuvor schon von ihren Präsidenten vertretenen Standpunkte ohne weitere Ergebnisse aus. Am 19. Juli kündigte der armenische Verteidigungsminister Armen Grigorjan den Abzug aller armenischen Truppen aus Bergkarabach an, da deren Aufgabe zum Schutz der Bevölkerung nun von der russischen Friedenstruppe übernommen werden könne. Der Abzug sei bereits weit fortgeschritten und solle im September abgeschlossen sein.
Die Friedenstruppen und das armenische Verteidigungsministerium berichteten von aserbaidschanischem Beschuss auf die Dörfer Tagaward und Krasny Basar in Arazch ab dem 28. Juli, was Aserbaidschan zurückwies. Die russischen Truppen sollen den Konflikt bis zum 30. Juli abgestellt haben. Am Tag darauf warf Aserbaidschan Armenien den Beschuss von Stellungen in Kəlbəcər vor, was wiederum Armenien zurückwies.

### August 2022
Vom 1. bis 6. August kam es zu erneuten Kampfhandlungen in Bergkarabach. Zunächst konnten aserbaidschanische Angriffe an der Waffenstillstandslinie durch Arzach zurückgeschlagen werden. Während Aserbaidschan und die russischen Friedenstruppen zunächst zurückwiesen, dass es Angriffe gegeben habe, unternahm die Friedenstruppe ab dem 2. August Maßnahmen zur Stabilisierung der Situation und bestätigte eine Waffenstillstandsverletzung durch Aserbaidschan. Dessen Regierung sprach am 3. August von Vergeltung gegen armenische Angriffe. Armenische Soldaten von Arzach hätten den Waffenstillstand verletzt und die Girchgis-Höhe eingenommen. Ein aserbaidschanischer Soldat sei getötet worden und man habe beim Gegenangriff neue Positionen in Bergkarabach eingenommen: Neben der Girchgis-Höhe auch umgebende Anhöhen auf dem Kamm des Karabach-Gebirges einschließlich Saribaba. Auch große Mengen Munition und mehrere Haubitzen seien zerstört worden. In der Folge forderte Aserbaidschan erneut den Abzug aller armenischen Einheiten aus Bergkarabach und die Entwaffnung der Streitkräfte von Arzach. Die aserbaidschanischen Angriffe an der Waffenstillstandslinie hielten an, und schließlich wurde am 6. August der Berg Busduch durch Aserbaidschan eingenommen. Bei den aserbaidschanischen Angriffen mit Mörsern und Drohnen wurden 20 Soldaten der armenischen Seite verletzt, einer getötet. Auch aserbaidschanische Angriffe auf die armenische Grenze der Region Gegarkunik fanden bis zum 7. August statt. Am 9. August meldete Arzach Beschuss durch Aserbaidschan.
Wegen der Angriffe rief Arzach am 3. August die teilweise Mobilmachung aus, was am 10. August zurückgenommen wurde. Der armenische Präsident stellte am 4. August den Sinn der Friedenstruppe in Frage, wenn diese derartige Zusammenstöße nicht verhindern könne. Er brachte eine internationale Truppe mit stärkerem Mandat ins Gespräch. Aserbaidschan und Russland wiesen das mit Hinweis auf die Festlegungen im Waffenstillstand zurück. Die aserbaidschanische Regierung wiederum warf Armenien die Waffenstillstandsverletzung vor und drückte seine Unzufriedenheit mit der schleppenden Umsetzung der Waffenstillstandsvereinbarung aus, insbesondere den noch immer nicht erfolgten Abzug der armenischen Einheiten aus Bergkarabach und die Übergabe des Latschin-Korridors nach Fertigstellung einer Umgehungsstraße. Vertreter von Russland, der USA und EU riefen die Konfliktparteien zum Ende der Gewalt und Verhandlungen auf.
Während in Stepanakert am 6. August Demonstranten eine bessere Unterstützung und Schutz durch die russische Friedenstruppe forderten, erneuerte auch der armenische Präsident seine Kritik an der Friedenstruppe. Auch sei eine Veränderung des Latschin-Korridors noch nicht absehbar und geplant. Das russische Verteidigungsministerium wies die Kritik zurück, es seien keine Alternativvorschläge gemacht worden und die Rolle der Friedenstruppe sei im Waffenstillstand festgelegt. Armenien verwies daraufhin auf bereits in der Vergangenheit geäußerte Kritik und Vorschläge zur Effektivität der Truppe. Bezüglich des Latschin-Korridors wies die armenische Regierung noch am 8. August die aserbaidschanischen Forderungen nach einer kurzfristigen Veränderung zurück, zeigte sich aber gesprächsbereit. Der Baustart einer neuen Straße auf armenischer Seite war erst für den gleichen Monat vorgesehen. Bereits am 5. August aber war den armenischen Bewohnern der Orte Achawno, Sus und Berdsor (Laçın) angekündigt worden, sie müssten die Orte bis zum 25. August verlassen und nach Armenien umziehen. Daraufhin kam es zu Protesten vor Ort und Hilferufe auch an Russland und die Präsidenten von Frankreich und der Vereinigten Staaten, die Übergabe des Korridors an Aserbaidschan zu verhindern. Am 11. August verkündete Aserbaidschan die Fertigstellung der Umgehungsstraße für den Latschin-Korridor, sodass nun die Übergabe der Orte an Aserbaidschan zeitnah stattfinden könne.
Die armenische Regierung präsentierte am 18. August ein Gesetz für Transitrouten für Aserbaidschaner durch Armenien. Befürchtungen, dies würde die ungehinderte Reise von Armeniern innerhalb des Landes durch Checkpoints beeinträchtigen, wies die Regierung Ende August zurück. Transitübergänge sind in Sotk, Jerasch und Karahundsch geplant. Aserbaidschanische Politiker wiesen die vorgeschlagenen Übergänge als unzureichend zurück.
In Vorbereitung auf die Übergabe des Latschin-Korridors an Aserbaidschan wurde eilig eine Umsiedlung der dort lebenden Armenier organisiert. So wurde am 20. August jede Versorgung der drei Ortschaften eingestellt. Die meisten Einwohner hatten sie zu diesem Zeitpunkt bereits verlassen. Trotz Protesten der Bewohner bestand die aserbaidschanische Regierung darauf, dass vor Übergabe alle armenischen Einwohner die Orte verlassen, da sie nach dem Krieg in den 1990er Jahren im besetzten Gebiet angesiedelt wurden, was internationalem Recht widerspreche. Am 20. August entschlossen sich die letzten Anwohner, der Aufforderung zur Umsiedlung zu folgen. Die in der Zeit der Besatzung neu errichteten Gebäude sollen laut der aserbaidschanischen Regierung abgerissen werden. Zwei armenische Siedler hatten bereits ihre Häuser selbst niedergebrannt, weswegen am 22. August aserbaidschanische Feuerwehr provisorisch in dem Gebiet stationiert wurde. Das Niederbrennen war den Siedlern von den armenischen Behörden verboten wurden unter der Androhung, bei Zuwiderhandlung keine Entschädigung zu erhalten. Am 26. August zogen aserbaidschanische Einheiten in die drei Siedlungen ein, womit die Übergabe abgeschlossen wurde. Am gleichen Tag wurde die neue Transitstraße zwischen Armenien und Arzach in Betrieb genommen, die nun an Stelle des bisherigen Korridors von den Friedenstruppen kontrolliert und geschützt werden soll. Der armenische Teil wurde am 30. August, in Abschnitten nur provisorisch, in Betrieb genommen. Am 29. August richtete die aserbaidschanische Militärpolizei einen Posten in Laçın ein. Die Übergabe der Ortschaften an Aserbaidschan rief erneut Proteste in Stepanakert gegen den Kurs der armenischen Regierung hervor.

### September 2022
In der Nacht zum 13. September beschoss Aserbaidschan armenische Stellungen entlang der Grenze der Provinzen Sjunik und Gegharkunik. Aserbaidschan begründete die Angriffe mit armenischen Provokationen und Sabotage in Goranboy, Daşkəsən, Kəlbəcər, Laçın und Zəngilan, wobei auch zwei Hirten verletzt worden seien. Armenien wies dies zurück und berichtete auch von Beschuss nahe der Stadt Goris und dadurch verursachten Feldbränden. In der Fortsetzung der Angriffe über den Tag hinweg wurden Grad-Raketen eingesetzt und auch Siedlungen getroffen. Obwohl Russland einen Waffenstillstand verkündete und die USA, Frankreich, der Iran sowie internationale Organisationen zur Einstellung der Kampfhandlungen aufriefen, wurden die Angriffe von beiden Seiten fortgesetzt. Georgien, die Vereinigten Staaten und der Iran boten eine Vermittlerrolle an. Der aserbaidschanische Beschuss traf unter anderem die Orte Goris, Sotk, Dschermuk und Wardenis. Laut Armenien sollen aserbaidschanische Einheiten bei Nerkin Hand, Werin Schorzha, Artanisch und Sotk vorgerückt sein. Der armenische Premierminister Nikol Paschinjan sagte noch am 13. September, dass 49 Soldaten bei den nächtlichen Zusammenstößen mit Aserbaidschan getötet wurden. Das aserbaidschanische Verteidigungsministerium sprach von 50 getöteten Soldaten bei den Kämpfen an diesem Tag und durch vorausgegangene armenische Angriffe. Armenien wendete sich an den Europäischer Gerichtshof für Menschenrechte, Maßnahmen gegen Aserbaidschan zu ergreifen.
In der Nacht zum 14. September hielt der gegenseitige Beschuss von Stellungen an und Armenien meldete auch weitere Artillerie-Angriffe auf zivile Ziele sowie Angriffe mit Drohnen bei Dschermuk und Werin Schorzha. Nachdem die Organisation des Vertrags über kollektive Sicherheit (OVKS) sich am Vortag bereits für die Entsendung einer Beobachtungsmission entschieden hatte, löste Armenien offiziell Artikel 4 des Verteidigungsbündnisses aus. Aserbaidschan wurde beschuldigt, eine Invasion gestartet zu haben, und die OVKS solle die territoriale Integrität Armeniens wiederherstellen und den Rückzug der aserbaidschanischen Streitkräfte aus dem Territorium Armeniens sicherstellen. Die Organisation beschloss jedoch keine Maßnahmen über ihre Beobachtungsmission hinaus. Am Nachmittag meldete Armenien den Beschuss von Sotk und Siedlungen bei Goris. Schließlich rief das aserbaidschanische Verteidigungsministerium zu einem Waffenstillstand auf und bot die Übergabe der Körper von 100 gefallenen armenischen Soldaten an. Zugleich wurde der Abzug der verbliebenen armenischen Einheiten aus Bergkarabach gefordert, Armenien wiederum forderte den Abzug aserbaidschanischer Soldaten aus Armenien. Während Aserbaidschan zunächst zurückwies, zivile Ziele angegriffen zu haben, erhob die aserbaidschanische Regierung dann Vorwürfe an Armenien, Stellungen nahe ziviler Infrastruktur einzurichten, von dort zu schießen und diese damit zu legitimen Zielen zu machen. Um acht Uhr abends endeten die Kampfhandlungen. Es wurden 105 getötete armenische Soldaten angegeben, Aserbaidschan meldete 71 getötete Soldaten. Armenien gab zudem an, Aserbaidschan habe weitere 10 Quadratkilometer des armenischen Territoriums besetzt. Einige Tage später stieg die Zahl der Opfer auf 207 Getötete oder Vermisste und 20 Gefangengenommene auf armenischer Seite und 80 Getötete und 282 Verwundete auf aserbaidschanischer Seite. In einer Rede vor dem Parlament erklärte sich Paschinjan bereit, eine Friedensvereinbarung mit Aserbaidschan zu schließen, wenn die territoriale Integrität gegenseitig anerkannt und respektiert wird. Daraufhin kam es zu spontanen Protesten in Armenien und Stepanakert, bei denen der Rücktritt von Paschinjan und seiner Regierung gefordert wurde. Es folgte eine Klarstellung, dass es bisher kein ausgehandeltes Dokument für einen Frieden gibt und sich die Regierung weiterhin für die Rechte der Armenier in Bergkarabach einsetze, aber ohne territoriale Ansprüche geltend zu machen. Trotz des autoritären Regimes in Aserbaidschan gab es erstmals seit langem auch dort Kritik von Einzelpersonen und Oppositionsparteien an den Angriffen auf Armenien, worauf die Regierung und ihr nahestehende Organisationen mit einer Kampagne gegen die „Verräter“ reagierte, einzelne wurden festgenommen und mit Haftstrafen belegt.
Die Organisation Freedom House verurteilte die Gewalt als Angriff Aserbaidschans auf Armenien. Auch Journalist Tom de Waal sieht die Schuld für die Eskalation bei Aserbaidschan, das die Weltlage auszunutzen versuche. Bei ihrem bereits zuvor geplanten Besuch in Jerewan am 18. September verurteilte die Sprecherin des US-Repräsentantenhauses, Nancy Pelosi, den Versuch Aserbaidschans einer „Invasion Armeniens“ und sicherte Armenien die Unterstützung der USA zu. Bei einem Treffen der Außenminister von Armenien und Aserbaidschan in New York am 19. September wurden die gegenseitigen Vorwürfe wiederholt und Verhandlungsbereitschaft signalisiert, aber keine Fortschritte gemacht. Am Abend des 28. Septembers kam es wieder zu gegenseitigem Beschuss militärischer Stellungen an der südlichen Grenze, für die sich beide Seiten beschuldigten.

### Oktober 2022
Am 2. Oktober 2022 tauchte ein Video auf, das armenische Soldaten zeigt, wie sie bei den Zusammenstößen gefangen genommen wurden und von ihren aserbaidschanischen Entführern unbewaffnet erschossen wurden. Daraufhin wurden der aserbaidschanischen Regierung unter anderem von Seiten der EU sowie weiteren westlichen Ländern Kriegsverbrechen vorgeworfen und Konsequenzen gefordert. Auch aus Teilen der aserbaidschanischen Gesellschaft wurde Kritik laut. Am darauffolgenden Tag kündigte die aserbaidschanische Staatsanwaltschaft an, die auf dem Video dokumentierten Vorfälle zu untersuchen. Zugleich gab es entgegengesetzte Vorwürfe, die armenische Seite habe Verbrechen begangen und diese würden nicht untersucht.
Bei einem Treffen der Präsidenten Alijew und Paschinjan am 6. Oktober wurde unter Vermittlung von Emmanuel Macron und Charles Michel vereinbart, dass die EU eine zivile Beobachtermission an die armenisch-aserbaidschanische Grenze entsendet. Alijew sprach bei diesem Anlass auch davon, dass direkte Verhandlungen zwischen der Regierung in Baku und der in Arzach stattfinden würden. Bei Gesprächen mit beiden Parteien am 10. Oktober lobte der US-Außenminister die Fortschritte, darunter die Freilassung von 17 armenischen Gefangenen durch Aserbaidschan, und mahnte die Fortsetzung des Friedensprozesses an. Jedoch gab es zur gleichen Zeit gegenseitige Vorwürfe von Beschuss in der Nacht vom 8. auf den 9. Oktober, auf aserbaidschanische Stellungen bei Yuchari Schorzha, Khanazakh, Yellija und Malibey sowie auf armenischen Stellungen an der östlichen Grenze. Am Abend des 9. Oktober seien aserbaidschanische Positionen bei Yukhari Zaghali, Istisu, Yuchari Schorzha, Jil, Alibayramli, Istisu, Zaylik und Novoivanovka beschossen worden, was die armenische Regierung bestritt. Man habe nur aserbaidschanische Einheiten direkt an der Grenze beschossen. In den folgenden Tagen wurde aus Armenien Kritik am Verteidigungsbündnis OVKS laut, in dem man zusammen mit Russland ist und das Armenien nicht gegen Aserbaidschan unterstütze. Schließlich kündigte Russland am 12. Oktober an, dass die OVKS neben der EU ebenfalls Beobachter entsenden wolle, und kritisierte wiederum die EU-Mission. Die Beobachter der EU nahmen am 14. Oktober ihre Arbeit in Armenien auf.
Während sich Armen Grigoryan aus dem armenischen Sicherheitsrat optimistisch zeigte, dass ein Friedensabkommen noch 2022 erreicht werden könnte, wiederholten Paschinjan und Alijew die gegenseitigen Vorwürfe, dem Friedensprozess zu behindern, bei einem Treffen der GUS am 14. Oktober. Zugleich wurde die Verhandlungslinie der armenischen Regierung von Vertretern Arzachs kritisiert, die eine Zugehörigkeit zu Aserbaidschan strikt ablehnen. Am 17. Oktober wiederholte die armenische Regierung ihr Angebot dreier Kontrollpunkte für die Öffnung des Verkehrs durch Armenien: Sotk, Jerasch und Sissian. Baku wies diese als unrealistisch zurück. Am 17. Oktober verkündete Armenien ebenfalls die Entsendung zusätzlicher Truppen in die Region um Wardenis, wo es immer wieder zu Angriffen aus Aserbaidschan gekommen war. Schließlich entsandten auch einige Mitglieder der OSZE auf eigene Initiative ein Beobachter-Team in die Konfliktregion zu schicken, das am 21. bis 27. Oktober im Land war. Aserbaidschan lehnte diese Mission ab und die Regierung in Baku wollte das kommende Budget der OSZE nicht mittragen. Die Organisation wies eine Verbindung zu dem Beobachter-Team zurück, das allein auf Initiative einige Mitglieder zustande kam und kein OSZE-Mandat hatte. Am 24. Oktober berichtete die EU-Mission erstmals aus Armenien und bestätigte Zerstörungen in mehreren Dörfern, besonders in Sotk und Kut, durch vorausgegangene aserbaidschanische Angriffe. Deutschland gab bekannt, sich der Mission anschließen zu wollen.
Gegen die befürchtete Einverleibung Arzachs durch Aserbaidschan in Folge der Gespräche zwischen der armenischen und aserbaidschanischen Regierung protestierten am 30. Oktober nach Angaben aus Arzach 40.000 Menschen in Stepanakert, das sind ein Drittel der verbliebenen Bevölkerung von Arzach. Regierung und Parlament des De-facto-Regimes wiesen an diesem Tag die Bestrebungen zurück, das Gebiet in Aserbaidschan zu integrieren, und äußerten Hoffnung, dass Russland ihnen helfen werde.

### November 2022
Die Reihe von Demonstrationen der armenischen Opposition gegen die Politik der Regierung setzte sich am 5. November fort und es wurde erneut gefordert, die Selbstbestimmung der Armenier in Bergkarabach sicherzustellen. Während von armenischer Seite in den folgenden Tagen erneut Verhandlungsbereitschaft signalisiert, aber mehr Zeit dafür gefordert wurde, warf Alijew Armenien erneut die Nichterfüllung von Punkten des Waffenstillstands vor. Er drohte mit erneuter militärischer Gewalt zur Durchsetzung der aserbaidschanischen Forderungen, wie sie schon im September erfolgt war, um für die aserbaidschanische Armee strategisch wertvolle Stellungen zu erobern. Paschinjan warf Alijew daraufhin die Vorbereitung eines Genozids an den Armeniern in Bergkarabach vor, indem er unter fiktiven Vorwänden den Latschin-Korridor schließen und damit die Armenier dort einkesseln wolle. Aserbaidschan wies dies wiederum zurück und hielt Armenien Völkerrechtsverletzungen in der Vergangenheit in Bergkarabach vor. Es folgten Gespräche zwischen den armenischen und aserbaidschanischen Regierungen mit Russland, den USA und der EU, in denen zu einer Deeskalation gedrängt und weitere Verhandlungsschritte beraten wurden. Am 22. November erklärte dann der zuständige Berater der US-Regierung, dass man die Minsk-Gruppe für nicht mehr funktionsfähig hält und man über diese keine Ergebnisse mehr erreichen könne. In der gleichen Woche gab es erneut gewaltsame Zusammenstöße an der armenisch-aserbaidschanischen Grenze, bei denen zwei armenische Soldaten verwundet wurden. Auch in Bergkarabach gab es Verletzungen des Waffenstillstands, wie von Arzach und den russischen Friedenstruppen gemeldet, bei denen ein armenischer Zivilist verletzt sowie landwirtschaftliches Gerät zerstört wurde. Auch von Aserbaidschan wurden Verletzungen des Waffenstillstands in Richtung von Fizuli und Xocavənd gemeldet, sowie Beschuss durch reguläre armenische Einheiten auf Daşkəsən und Kəlbəcər. Dazu kamen Vorwürfe, Armenien hätte Gebiete nahe dem Latschin-Korridor nach dem Krieg erneut vermint. Es folgten Vorwürfe, der Korridor sei noch nach dem Krieg und in Verletzung des Waffenstillstandsabkommens für den Transport militärischer Güter – darunter die Minen – von Armenien nach Bergkarabach genutzt worden. Armenien wies das als Lüge zurück. Aserbaidschan habe Minen von kürzlich besetztem armenischen Gebiet zum Latschin-Korridor gebracht, um die Vorwürfe konstruieren zu können.

### Dezember 2022
Am 6. Dezember trafen sich die stellvertretenden Regierungschefs von Aserbaidschan und Armenien in Moskau mit dem Ziel der Normalisierung der Beziehungen, ohne dass Ergebnisse verkündet werden konnten. Am gleichen Tag wurde angekündigt, dass die russischen Friedenstruppen einen Kontrollpunkt im Latschin-Korridor einrichten würden. Am 8. Dezember bestätigte Armen Grigorjan die Fortsetzung der Verhandlungen mit Aserbaidschan und dass man bald einen in der dritten Fassung überarbeiten Entwurf für einen Friedensvertrag zurücksenden werde. Am 9. Dezember kündigte der Präsident von Arzach an, man wolle ein Mandat der Vereinten Nationen für die Friedenstruppe erreichen, das den Einsatz für unbegrenzte Zeit verlängert und auf eine breitere Basis stellt. Anfang Dezember endete auch die auf zwei Monate angelegte Beobachtermission der EU. Die Kommission bezeichnete sie als Erfolg und wolle sie gern als vertrauensbildende Maßnahme fortsetzen.
Nachdem der Latschin-Korridor bereits am 3. Dezember von einigen Aserbaidschanern, die sich als Umweltaktivisten bezeichneten, für drei Stunden blockiert worden war, begann am Morgen des 12. Dezember eine dauerhafte Blockade. Nach Angaben der Gruppe protestieren sie gegen die Aktionen russischer Friedenstruppen, die angeblich die unrechtmäßige Ausbeutung von Mineralvorkommen in den von ihnen kontrollierten Gebieten vertuschen. Diese Vorwürfe wurden ebenfalls bereits am 3. Dezember sowie erneut in den Tagen danach vom aserbaidschanischen Umweltministerium erhoben, die zusammen mit Vertretern weiterer aserbaidschanischer Organisationen Minen in Arzach inspizieren wollten. Auf das Anliegen sei von den Friedenstruppen nicht eingegangen worden. Auch am 10. Dezember kamen aserbaidschanische Aktivisten zur von russischen Truppen kontrollierten Straße. Noch am 12. Dezember stellten die Demonstranten Zelte mitten auf der Straße auf. Human Rights Watch berichtete, dass russische Friedenstruppen „auch die Straße verbarrikadierten, um eine weitere Eskalation der Situation zu verhindern, falls die versammelten Menschen zu den Minen in den von Arzach gehaltenen Gebieten vorrücken würden“, während Aserbaidschan bestreitet, für die Schließung verantwortlich zu sein. Nach Angaben des Menschenrechtsverteidigers von Arzach seien aufgrund der Sperrung der Straße 1100 Menschen unter kalten Winterbedingungen auf den Straßen, darunter 270 Kinder. Das Informationszentrum von Arzach berichtet, dass die Gemeinden Mez Schen, Hin Schen, Jeghzahogh und Lisagor in der Provinz Schuschi umzingelt seien. Es sei unmöglich geworden, Lebensmittel, insbesondere Brot und Mehl, sowie andere Versorgungsgüter an diese Gemeinden zu liefern.
Am Abend des 13. Dezember verlegte Aserbaidschan interne Truppen und Polizeikräfte auf den gesperrten Straßenabschnitt. Laut aserbaidschanischen Medien kamen Militär- und Polizeibeamte der internen Truppen des Innenministeriums Aserbaidschans in das Protestgebiet, um „die Sicherheit der Teilnehmer der Aktion zu gewährleisten“. Die EU und die USA forderten Aserbaidschan auf, die Freizügigkeit zu gewährleisten, und dass Einschränkungen dieser Freizügigkeit der lokalen Bevölkerung erhebliches Leid zufügen und humanitäre Bedenken hervorrufen. Russland ließ keine offizielle Mitteilung verlautbaren. Während die Führung von Arzach darauf hinwies, dass sie Inspektionen zugestimmt hätten, Aserbaidschan aber eine Blockade wolle, bestand die aserbaidschanische Regierung ihrer Souveränität in ganz Bergkarabach und dem Recht der Protestierenden, die die Straße blockieren. Am 14. Dezember wurde auch die Gasversorgung von Arzach eingestellt, wofür die aserbaidschanische Gasgesellschaft die Verantwortung von sich wies. Die Zahl der Protestierenden an der Blockade nahm zu und in Arzach wurde das Kriegsrecht ausgerufen, nachdem sich die Versorgungslage immer weiter zugespitzt hatte. Das armenische Parlament beschloss eine Resolution, die den UN-Sicherheitsrat und die OSZE aufrief, Beobachtungsmissionen zu entsenden, und in Jerewan begannen Solidaritätskundgebungen mit tausenden Teilnehmern, die auch in den folgenden Tagen anhielten. Von armenischer Seite wurde wiederholt vorgeworfen, dass die vermeintlichen Proteste von Umweltaktivisten von der aserbaidschanischen Regierung inszeniert seien. Diese wiederum wies das zurück mit Verweis darauf, dass es die Friedenstruppen seien, die die Straße gesperrt hätten. Auch internationale Beobachter bezweifeln, dass es sich um Umweltaktivisten handelt und vermuten Anhänger der Regierung in Baku.
Am 15. Dezember hatte die Zahl der Blockierenden laut dem russischen Sender RTV 500 erreicht und diese stellten neue Forderungen auf: vollständige Kontrolle der aserbaidschanischen Behörde über Bergkarabach und die Einrichtung weiterer Kontrollpunkte. Am 16. Dezember war die Gasversorgungs Arzachs wiederhergestellt und Lastwagen mit Versorgungsgütern konnten die Blockade passieren. Die Versorgungslage in Arzach verschlechterte sich in den folgenden Tagen. Treibstoff, Lebensmittel und Medikamente wurden knapp und regionale sowie internationale Menschenrechtsorganisationen befürchten eine humanitäre Katastrophe. Am 20. Dezember beschäftigte sich der UN-Sicherheitsrat mit der Blockade, die Mehrheit rief Aserbaidschan zur Aufhebung der Blockade auf. Russland drückte die Hoffnung aus, der Verkehr auf der Straße könne in den darauf folgenden Tagen wieder aufgenommen werden. Die OVKS dagegen wies jede Zuständigkeit zurück. Am 21. Dezember forderte der Europäische Gerichtshof für Menschenrechte auf Antrag von Armenien Aserbaidschan auf, den Korridor zu öffnen. Am 22. Dezember kritisierte der armenische Präsident Paschinjan wegen der schwierigen Lage in Arzach auch die russischen Friedenstruppen, die ihrer Aufgabe nicht nachkommen würden. Für ein am folgenden Tag geplantes trilaterales Treffen zur weiteren Verhandlung eines Friedensvertrages wurde die armenische Teilnahme abgesagt, bis sich die Situation um den Latschin-Korridor geklärt habe. Die russische Regierung antwortete, dass die Friedenstruppen alles in ihrer Macht stehende unternehmen würden. Am 25. Dezember demonstrierten in Stepanakert, der Hauptstadt von Arzach, Zehntausende für die Unabhängigkeit der Region von Aserbaidschan und für die Öffnung des Latschin-Korridors. In den Tagen zuvor hatten kleinere Protestmärsche von Stepanakert zur Blockade stattgefunden, die von den russischen Truppen aufgehalten wurden. Für den 26. Dezember wurde durch die Friedenstruppen eine Lösung versprochen, während die Bewohner Arzachs auch gegen die von ihnen bisher als Beschützer wahrgenommenen russischen Truppen wütend wurden. Weitere Demonstrationen in Arzach folgten am 28. Dezember, nachdem sich die Situation bis dahin nicht geändert hatte. Am gleichen Tag verfügte die Regierung Arzachs nach einer Konsultation mit dem Kommando der Friedenstruppen die Einstellung der Arbeit in den Minen unter ihrer Kontrolle. Am 29. Dezember wiederholte Paschinjan, wie auch zuvor bereits bei einem Besuch in Moskau, die Kritik an den russischen Friedenstruppen, die die Kontrolle über den Latschin-Korridor verloren hätten. Wenn Russland unfähig sei, für Sicherheit zu sorgen, dann müsse der UN-Sicherheitsrat ein robustes Mandat beschließen. Russland wies die Kritik als inakzeptabel zurück, man arbeite hart an einer Verbesserung der Situation.
In einer Rede am 24. Dezember erhob Alijew erneut Ansprüche Aserbaidschans auf ganz Armenien als angeblich historisches aserbaidschanisches Gebiet unter dem Namen „Westliches Aserbaidschan“ und nannte dabei ausdrücklich die armenische Hauptstadt Jerewan als „unsere [aserbaidschanische] historische Stadt“.